# Moartea lui Gelu

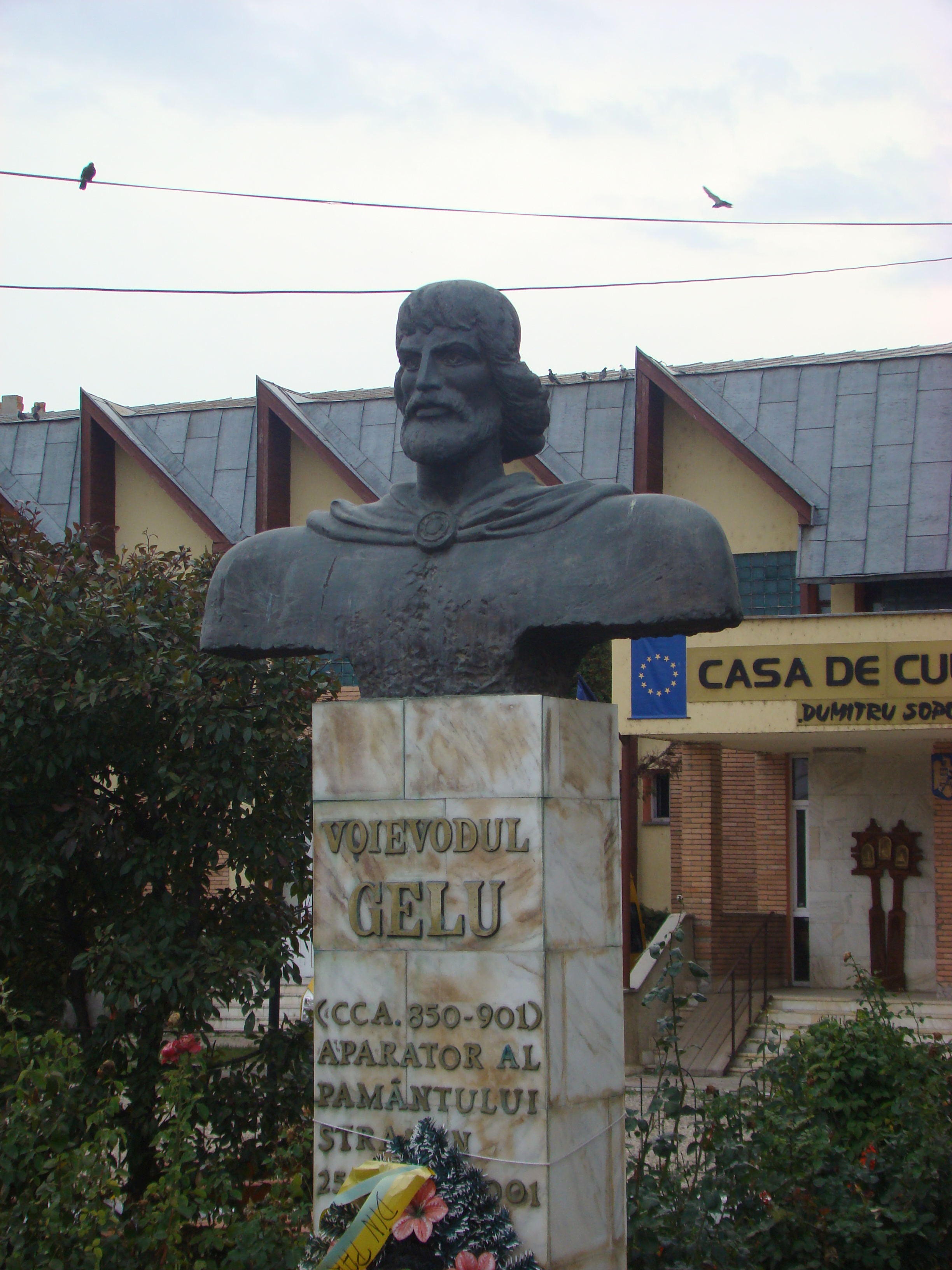
Dux Gelu. Statuie în comuna Gilău

„Moartea lui Gelu” este o poezie scrisă de George Coșbuc dedicată ducelui Gelou. Este considerată de Mircea Tomuș cea mai realizată poezie patriotică a lui Coșbuc.

## Analiză
Balada începe de la motivul eroului mort care se va ridica din mormânt în momentul luptei finale. Gelu este știut mai mult pentru rezistența sa în fața cotropitorilor, este un simbol mai degrabă decât un personaj istoric. Acest înțeles vag este profitabil pentru debutul poeziei într-un stil de lamento sugestiv cu o metrică puțin obișnuită, frântă dureros în finalul fiecărei strofe:
„Răzleț din oștirea bătută,
Fugind pe câmpia tăcută,
Căzu de pe cal, de durere,
Pe marginea apei. Și piere.
Din rană și-ar smulge săgeata
Și n-are putere.”
Testamentul lui Gelu, redat în scrâșnetul durerii în așteptarea năvălitorilor, descrie o viziune eroică a viitorului:
„Jelească-mă apele Cernii!
Să-mi bubuie crivățul iernii. [...]

 Și, poate, sosi-va o vreme
Când munții vor fierbe, vor geme
Cu hohote mamele-n praguri,
 Vor trece bărbații-n șiraguri
 Când bucium suna-va să cheme
 Pe tineri sub steaguri.”
Baladă continuă spre scena bătăliei finale și a morții eroului, cu un decor halucinant, construit cu o economie de mijloace literare, o sobrietate comparabilă cu ceea din Moartea lui Fulger.